# Микаэль Блумквист
Карл Микаэ́ль Блу́мквист (швед. Mikael Blomqvist, прозвище — Ка́лле Блумквист) — главный герой трилогии «Миллениум» шведского писателя Стига Ларссона.

## Описание
Микаэль Блумквист — «чертовски красивый мужчина» сорока лет, меняющий девушек как перчатки, однако у него есть постоянная партнерша — Эрика Бергер, которая говорит, что «есть в нём чувство защищенности, которое и заставляет девушек спокойно ложиться под него». Его связь с Эрикой разрушила его брак, но не брак Эрики. От того брака у Микаэля есть дочь Пернилла, благодаря которой он раскрыл дело о пропаже Харриет Вангер, племянницы известного промышленника Хенрика Вангера. Он является выпускником факультета журналистики и совладельцем журнала «Миллениум» и большую часть своей профессиональной деятельности посвятил разоблачению экономических мошенников. Его часто приглашают на телевидение для обсуждения различных проблем экономики. 

## Биография
Читатель знакомится с Микаэлем в первой же главе, когда он выходит из здания суда, после проигрыша дела о клевете, так как его утверждения о преступной деятельности миллиардера-промышленника Ханса-Эрика Ваннерстрёма оказываются безосновательными и Микаэля приговаривают к трем месяцам тюрьмы и к огромной компенсации за моральный ущерб. Из-за своего позора Микаэль отказывается от поста директора журнала. Но его планы кардинально меняются, когда Хенрик Вангер, бывший генеральный директор концерна «Вангер», предлагает Блумквисту расследовать дело сорокалетней давности о пропаже его внучатой племянницы Харриет Вангер. Сначала Микаэль отказывается, но когда Вангер предлагает ему семизначную сумму и ценную информацию о Веннерстрёме, он вынужденно соглашается.
Благодаря этому делу Микаэль знакомится с Лисбет Саландер, которая становится его верной напарницей, а позже — любовницей, но инициатива исходит от влюбленной в него Саландер. Сам Микаэль поначалу был в шоке и порой говорил, что годится ей в отцы (ему сорок с хвостиком, а ей (в начале книги) двадцать три года). В конце первой книги Лисбет спасает жизнь Микаэля от Мартина Вангера, серийного убийцы, который охотился на женщин по всей Швеции на протяжении десятилетий, и даже спрашивает у него разрешения на убийство. Позже Лисбет использует свои хакерские навыки, чтобы добыть информацию о Веннерстрёме (информация от Вангера оказалась бесполезной) и она оказывается гораздо более компрометирующей, чем Микаэль мог себе представить. Благодаря ей Микаэль восстанавливает своё честное имя и ставит «Миллениум» на один уровень с самыми уважаемыми и прибыльными газетными изданиями Швеции.

## Микаэль и женщины
У Микаэля действительно было на счету много мимолетных связей, и порой случалось, что они совпадали по времени. Он и сам толком не знал, почему так получалось. Он считал, что у него недурная внешность, но никогда не воображал себя таким уж неотразимым. Однако ему часто приходилось слышать, что в нём есть нечто привлекательное для женщин. Эрика Бергер объяснила ему, что он производит впечатление уверенности и одновременно надежности и ему дан особый дар вызывать у женщин чувство спокойствия, заставляющего их забывать о самолюбии. Лечь с ним в постель было именно таким делом, не трудным, не опасным и не сложным, а напротив, легким и приятным в эротическом отношении, как, по мнению Микаэля, тому и следовало быть.
В противоположность тому, что думали о Микаэле большинство его знакомых, он никогда не был волокитой. В крайнем случае он давал понять, что он вовсе даже не прочь, но всегда предоставлял женщине право проявить инициативу. В результате дело зачастую само собой кончалось сексом. Женщины, которые побывали в его постели, редко относились к числу анонимных one night stands (англ. Подружек на одну ночь). Такие, конечно, тоже попадались на его пути, но с ними дело кончалось механическими упражнениями, не приносившими никакого удовлетворения. Самые лучшие впечатления оставляли у Микаэля связи с хорошо знакомыми женщинами, которые ему по-человечески нравились. Поэтому неудивительно, что его отношения с Эрикой Бергер продолжались двадцать лет: их связывали дружба и одновременно взаимное влечение.
— Стиг Ларссон. «Девушка, которая играла с огнём» / в пер. Анны Савицкой — Москва: Эксмо, 2009.
- Эрика Бергер — единственная, с кем он пробыл дольше всех — более 25 лет — совладелец журнала «Милленниум».
- Харриет Вангер — племянница владельца концерна Вангер — Хенрика Вангера, которую Микаэль разыскал в первой книги трилогии (Девушка с татуировкой дракона). Во второй книге (Девушка, которая играла с огнём) они периодически спали друг с другом после совещаний в «Миллениуме».
- Лисбет Саландер — бисексуальная хакерша, страдающая синдромом Аспергера, которая неожиданно даже для самой себя влюбилась в Микаэля и именно она была инициатором их связи.
- Девушка из гимназии — влюбленная в Микаэля, но из-за её юного возраста Микаэль даже не думает о том, чтобы с ней переспать.
- Моника Фигуэрола — умная и спортивная тридцатишестилетняя голубоглазая блондинка, работающая в СЭПО.
- Моника Абрахамссон — жена Микаэля, родившая ему дочь Ниллу. Развелась с ним, не выдержав его связи с Эрикой.
- Сесилия Вангер — племянница Хенрика Вангера, с которой Микаэль познакомился во время поисков Харриет Вангер.

## Прозвища
- Калле Блумквист — однажды двадцатитрехлетний Микаэль случайно раскрыл Медвежью банду, и «вторая из двух вечерних газет не смогла удержаться от соблазна сопроводить текст заголовком „Калле Блумквист раскрывает дело“, содержащую дюжину аналогий с юным детективом[швед.], придуманным Астрид Линдгрен».
- Блумман — «цветок» по-шведски. Так назвал его один из репортеров, Никлассон, старый знакомый Микаэля, однако всего пару раз и перестал, когда Микаэль заявил: «Если ты ещё раз назовешь меня Блумман, я положу трубку и до конца года не буду с тобой разговаривать».
- Чёртов Калле Блумквист — прозвала Лисбет Саландер.